# Parastactobia kumiskucinga
Parastactobia kumiskucinga is een schietmot uit de
familie Hydroptilidae. De soort komt voor in het Oriëntaals gebied.